# Čikugo
Čikugo (筑後川 Chikugo-gawa) je nejdelší řeka japonského ostrova Kjúšú, dlouhá 143 km. Pramení na úbočí sopky Aso a protéká čtyřmi prefekturami – Kumamoto, Óita, Fukuoka a Saga – a vlévá se do Ariackého moře (výběžek Východočínského moře. Společně s řekami Jošino a Tone jsou nazývány „Tři bratři“ pro svůj klíčový vliv na rozvoj japonské civilizace. Podle řeky byla pojmenována někdejší provincie Čikugo a třída válečných lodí.
Na horním toku řeky se nacházejí lesy, proud je dravý a využívá se k vodním sportům. Podél dolního toku se rozkládá úrodná nížina s rýžovými poli. Největším městem, jímž Čikugo protéká, je Kurume, známé říčním festivalem ohňostrojů, jehož tradice sahá do roku 1650. Na řece byla vybudována řada přehrad sloužících jako ochrana před povodněmi i k výrobě elektrické energie. Nedaleko města Ókawa se nachází železniční zdvihací most, technická památka z roku 1935.